# Boulon
Boulon é uma comuna francesa na região administrativa da Normandia, no departamento Calvados. Estende-se por uma área de 14,8 km². Em 2010 a comuna tinha 714 habitantes (densidade: 48,2 hab./km²).